# زورقان
زورقان (خمین)، روستایی از توابع بخش مرکزی شهرستان خمین در استان مرکزی ایران است.
نام روستا
در گذشته زبرقان بوده و رفته رفته تبدیل به زورقان شده است.
کلمه زبرقان معرب شده زبرگان است.
زبرگان یک نام مردانه در زمان ساسانیان بوده است.

## جمعیت
این روستا در دهستان صالحان قرار دارد و براساس سرشماری مرکز آمار ایران در سال ۱۳۸۵، جمعیت آن ۱۳۷ نفر (۴۷خانوار) بوده‌است.